# Dorcadion litigiosum
Dorcadion litigiosum là một loài bọ cánh cứng trong họ Cerambycidae.